# Восточно-центральная часть штата Парана
Восточно-центральная часть штата Парана (порт. Mesorregião do Centro Oriental Paranaense) — административно-статистический мезорегион в Бразилии, входит в штат Парана. Население составляет 689 279 человек (на 2010 год). Площадь — 21 849,560 км². Плотность населения — 31,55 чел./км².

## Демография
Согласно сведениям, собранным в ходе переписи 2010 г. Национальным институтом географии и статистики (IBGE), население мезорегиона составляет:
| Полное население                            | Полное население                            | Полное население                            | Полное население                            | 689 279 |
| ------------------------------------------- | ------------------------------------------- | ------------------------------------------- | ------------------------------------------- | ------- |
| в том числе:                                | Городское население                         | 583 792                                     | Процент городского населения, %             | 84,70   |
|                                             | Сельское население                          | 105 487                                     | Процент сельского населения, %              | 15,30   |
|                                             | Мужское население                           | 340 710                                     | Процент мужского населения, %               | 49,43   |
|                                             | Женское население                           | 348 569                                     | Процент женского населения, %               | 50,57   |
| Плотность населения, чел/км²                | Плотность населения, чел/км²                | Плотность населения, чел/км²                | Плотность населения, чел/км²                | 31,55   |
| Население мезорегиона в % к населению штата | Население мезорегиона в % к населению штата | Население мезорегиона в % к населению штата | Население мезорегиона в % к населению штата | 6,60    |

## Статистика
- Валовой внутренний продукт на 2003 год составляет 7 371 172 206,00 реалов (данные: Бразильский институт географии и статистики).
- Валовой внутренний продукт на душу населения на 2003 год составляет 11 320,11 реалов (данные: Бразильский институт географии и статистики).
- Индекс развития человеческого потенциала на 2000 год составляет 0,762 (данные: Программа развития ООН).

## Состав мезорегиона
В мезорегион входят следующие микрорегионы:
1. Жагуариаива
2. Понта-Гроса
3. Телемаку-Борба